# Kastraki
Kastraki (gr. Καστράκι) – miejscowość w środkowej Grecji, w administracji zdecentralizowanej Tesalia-Grecja Środkowa, w regionie Tesalia, w jednostce regionalnej Trikala, w gminie Kalambaka, na północno-zachodnim krańcu równiny tesalijskiej, u stóp masywu Meteorów. W 2011 roku liczyła 1117 mieszkańców.
„Kastro” oznacza „zamek” - nazwa wsi wzięła się od warowni bizantyjskiej z XI wieku, której ruiny nie zachowały się do dzisiejszych czasów.